# بطولة أمريكا الجنوبية لكرة الطائرة للرجال 1964
أقيمت بطولة أمريكا الجنوبية لكرة الطائرة للرجال 1964 في نسختها السادسة في بوينس آيرس في الأرجنتين.

## ملاحظة
هذه البطولة هي الوحيدة التي لم تحققها البرازيل نتيجة لعدم مشاركتها في البطولة.

## الترتيب النهائي
| المركز | المنتخب    |
| ------ | ---------- |
|        | الأرجنتين  |
|        | فنزويلا    |
|        | الأوروغواي |
| 4      | باراغواي   |
| 5      | الإكوادور  |

1. 1 2 3 4 5 6  "Sud. Mayores - Masculino". كونفدرالية أمريكا الجنوبية لكرة الطائرة. اطلع عليه بتاريخ 2023-11-20.